# Ki no Kenkyukai Association Internationale
Ki no Kenkyukai Association Internationale er en aikidoorganisation stiftet af Kenjiro Yoshigasaki i 2002. Yoshigasaki er elev af den Japanske Aikidomester Koichi Tohei, grundlægger af stilarten Shin shin toitsu Aikido. Tohei besøgte sammen med Yoshigasaki Europa i 1978, og Yoshigasaki blev boende i Brussel for at lede den Europæiske gren af Toheis organisation Ki no Kenkyukai. Da Koichi Tohei trak sig tilbage og overdrog lederskabet af Ki no Kenkyukai til sin søn Shinichi Tohei, valgte Kenjiro Yoshigasaki at oprette en selvstændig organisation, hvor han frit kunne arbejde videre med Aikido. Organisationen tæller klubber i Europa, såvel som Burundi og Sydamerika.
Efter Yoshigasaki død, er dojo'erne nu forbundet via paraply organisationen Ki no Kenkyukai Musubi